# Peristeria (Salamis)
Peristeria (griechisch Περιστέρια (n. pl.)) ist ein Ort im Südosten der griechischen Insel Salamis. Die Strände des Ortes gelten als die saubersten der Insel. In der Bucht von Peristeria liegen die gleichnamigen Peristeria-Inseln.
Der Ort ist sehr geschichtsträchtig. So befinden sich im Ortsteil Chalioti Gräber aus späthelladischer Zeit. Westlich des Ortes am Südhang des Berges Kochi (276 m) fand man die Höhle des Euripides und ganz in deren Nähe ein Heiligtum für Dionysos. In der Höhle fand man Funde, die von der Jungsteinzeit bis in fränkische Zeit reichen. Nordwestlich des Ortes auf der Hochebene von Danili gibt es Spuren eines spätklassischen Fort und unterhalb des Gipfels des Kochi ein weiteres Fort. Auf der Halbinsel Kochi, südwestlich von Peristeria steht der steinerne Leuchtturm Akra Konchi aus dem Jahre 1901.
Der Name des Ortes soll sich von dem griechischen Wort für Taube περιστέρι ableiten. Die Benennung soll sich entweder darauf beziehen, dass viele Tauben zum Brüten kommen, oder auf die friedliche, abgeschiedene Ruhe zurückzuführen sein.